# Taberg (montanha)
Taberg ( pronúncia) é uma montanha da província histórica da Småland, na Suécia, localizada a 13 km a sul da cidade de Jönköping.
O seu ponto mais alto tem 343 m.
É constituída por um gigantesco bloco de minério de ferro, com a presença de titânio. Foi aproveitada para extração de ferro entre 1500-1895 e 1939-1960. Hoje em dia é uma reserva natural. Um despenhadeiro de 121 m separa a montanha da pequena localidade de Taberg.

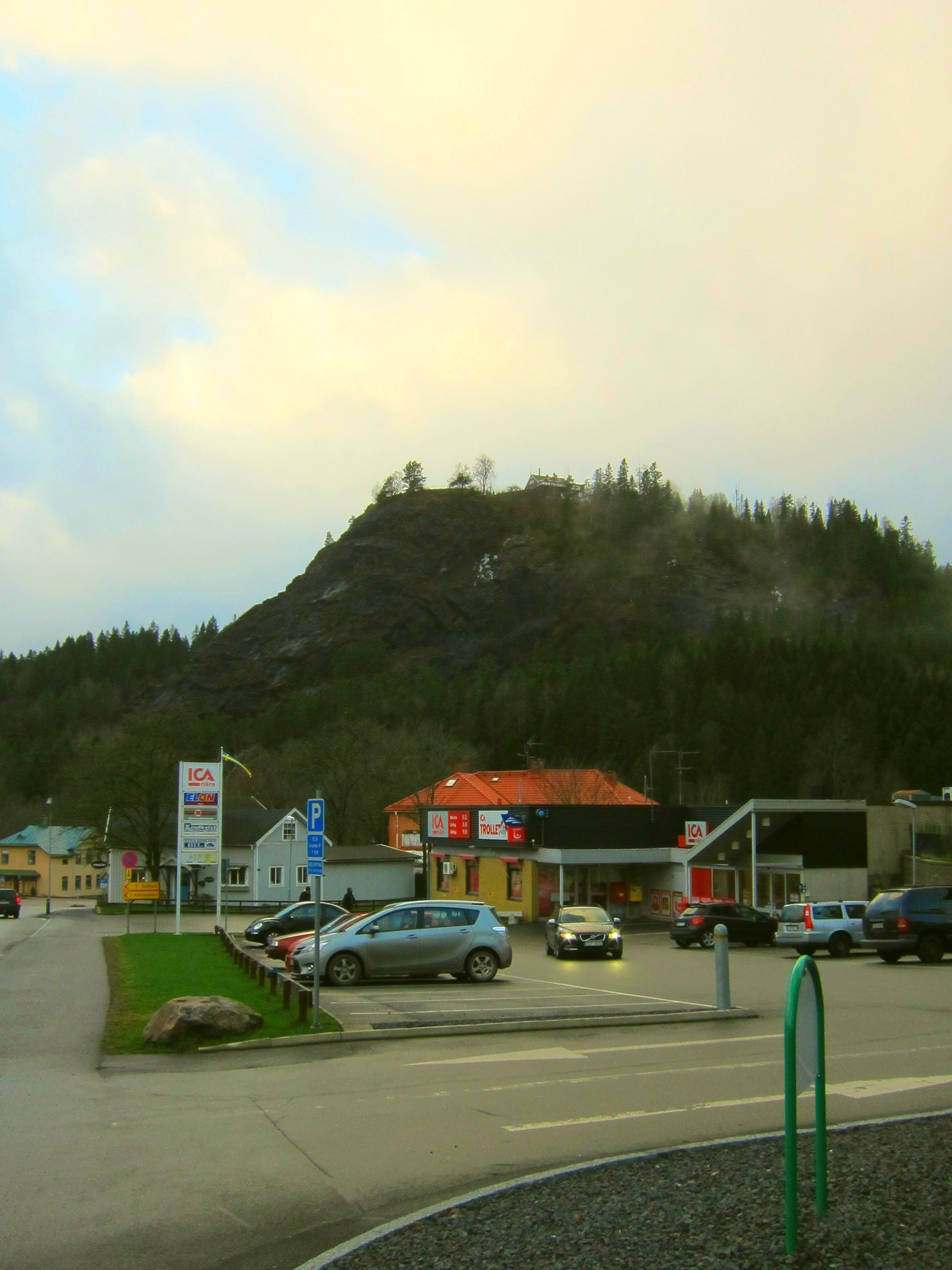
A montanha de Taberg vista da pequena localidade de Taberg
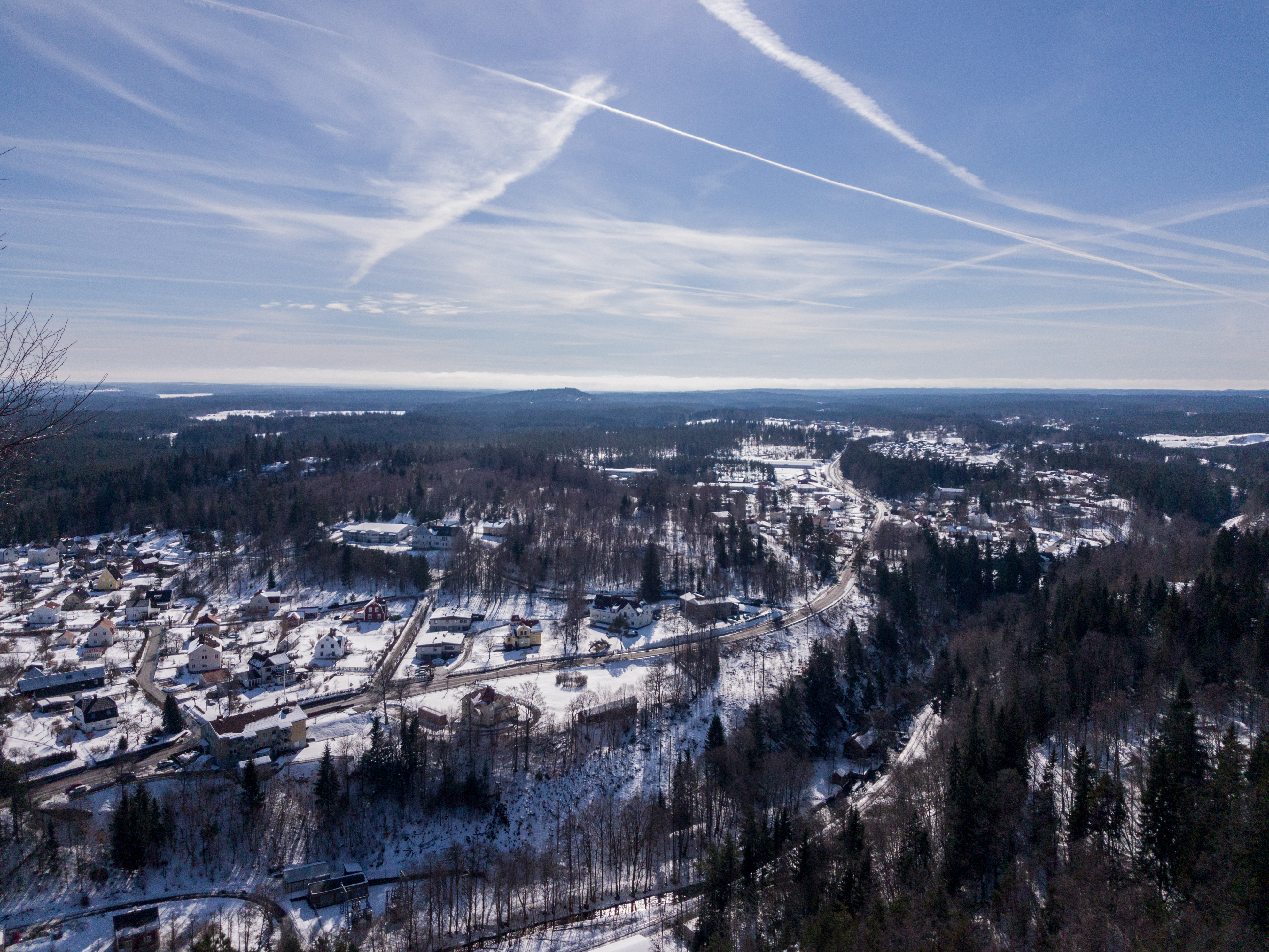
Vista da montanha